# Channapura, Channarayapatna
Channapura là một làng thuộc tehsil Channarayapatna, huyện Hassan, bang Karnataka, Ấn Độ.